# Ludwig Paischer
Ludwig Paischer (* 28. November 1981 in Oberndorf bei Salzburg) ist ein ehemaliger österreichischer Judoka. 2004 war er das erste Mal auf dem ersten Platz der Europarangliste und gewann den ersten von zwei Europameistertiteln. Er trägt den 5. Dan.

## Biografie
Paischers Verein ist die Judounion Flachgau, seine Trainer sind Gerhard Dorfinger, Klaus-Peter Stollberg und Udo Quellmaz. Sein Mentaltrainer ist Thomas Wörz. Paischer begann 1988 mit dem Judosport. Von 1996 bis 2001 besuchte er das Schulsportmodell Salzburg (SSM). 1998 feierte er mit dem dritten Platz bei den Weltjugendspielen in Moskau seinen ersten großen internationalen Erfolg in der Gewichtsklasse bis 50 kg. 2001 trat er in das Heeresleistungssportzentrum ein. Beim Bundesheer bekleidet Paischer den Rang eines Zugsführers. Ab 2002 studierte er Rechtswissenschaft, wechselte aber 2004 zu einem Bakkalaureatsstudium Recht und Wirtschaft.
Bei den Olympischen Spielen in Athen galt er als Mitfavorit auf den Sieg. Er verlor jedoch seinen ersten Kampf gegen den koreanischen Weltmeister Choi Min-ho, welcher später die Bronzemedaille gewinnen konnte, knapp vor dem Ende trotz Führung und schied aus. 2008 bereitete er sich auf die Olympischen Spiele in Peking vor und nahm davor nur an zwei Turnieren teil, bevor er sich seinen zweiten Europameistertitel nach 2004 sicherte. Im Finale bei den Olympischen Spielen verlor er erneut gegen Choi Min-ho und konnte die Silbermedaille erringen.
2009 schied er bei den Weltmeisterschaften als Weltranglistenführender gleich in der ersten Runde gegen den Italiener Elio Verde aus.
2010 erreichte er bei den Heim-Europameisterschaften den zweiten Rang und bei den Weltmeisterschaften in Japan den siebten Rang.
2012 schied Paischer bei den Olympischen Spielen nach seinem zweiten Kampf gegen Rischod Sobirow aus.
Im Rahmen der European Open Oberwart 2014 wurde Paischer für seine Erfolge der 5. Dan verliehen.
Bei den Olympischen Spielen 2016 musste sich Paischer im ersten Kampf bereits nach 27 Sekunden gegen Howhannes Dawtjan geschlagen geben.
Am 16. November 2016 gab Paischer sein Karriereende bekannt. Er lebt aktuell in Japan.

## Sportliche Erfolge
- 2000: 2. Platz U20-WM -60 kg, 2. Platz U20-EM -60 kg
- 2003: 3. Platz EM -60 kg
- 2004: 1. Platz EM -60 kg, 1. Platz WM in Baku -60 kg
- 2005: 2. Platz EM -60 kg, 2. Platz WM Kairo -60 kg
- 2006: 3. Platz EM
- 2007: 3. Platz WM Rio de Janeiro
- 2008: 1. Platz EM -60 kg, 2. Platz Olympische Spiele -60 kg
- 2009: 3. Platz EM -60 kg
- 2009: 1. Platz Grand Slam (Rio de Janeiro) -60 kg
- 2010: 2. Platz EM -60 kg

### Weltcupturniere

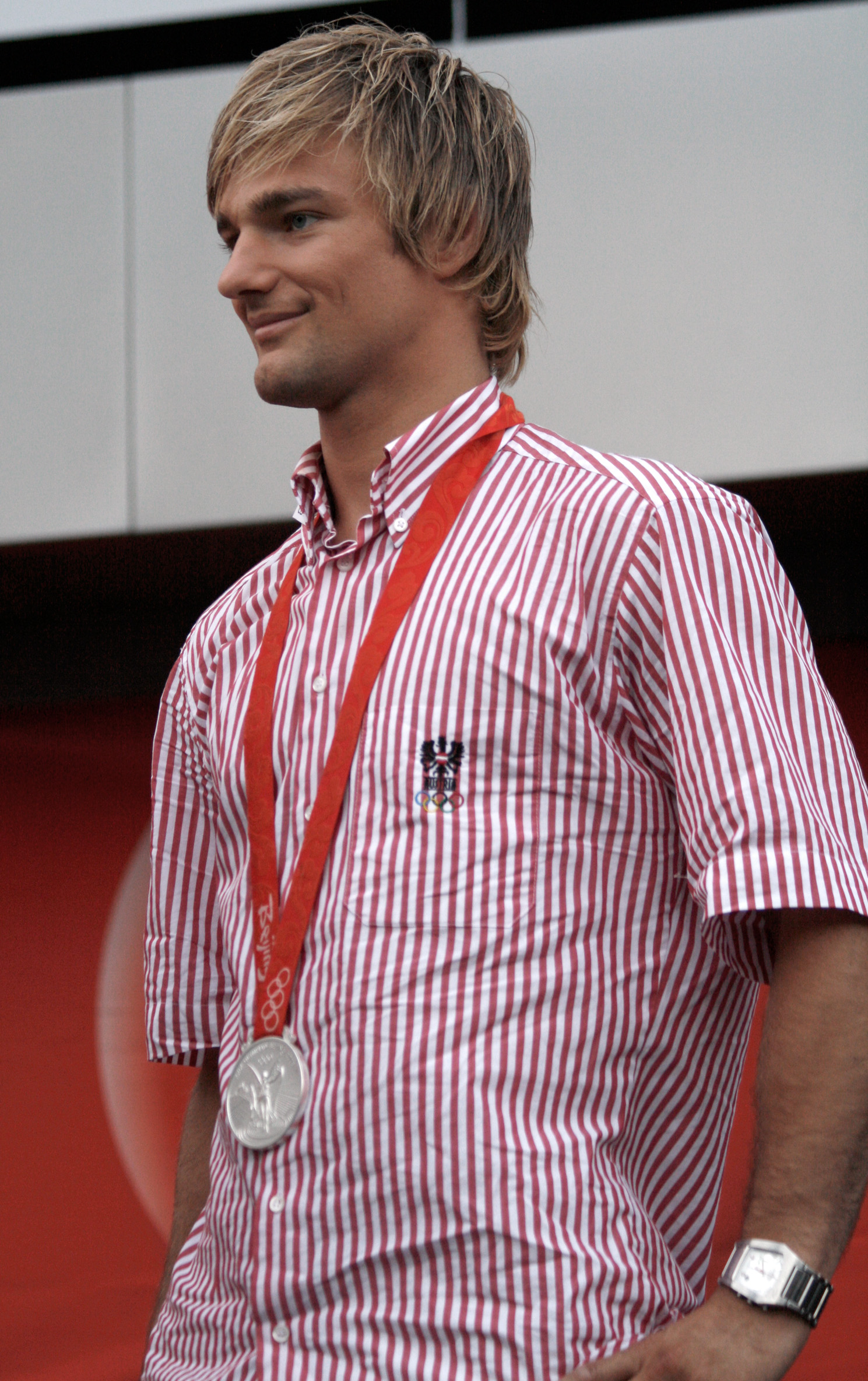
Ludwig Paischer mit der Silbermedaille von den Olympischen Spielen 2008

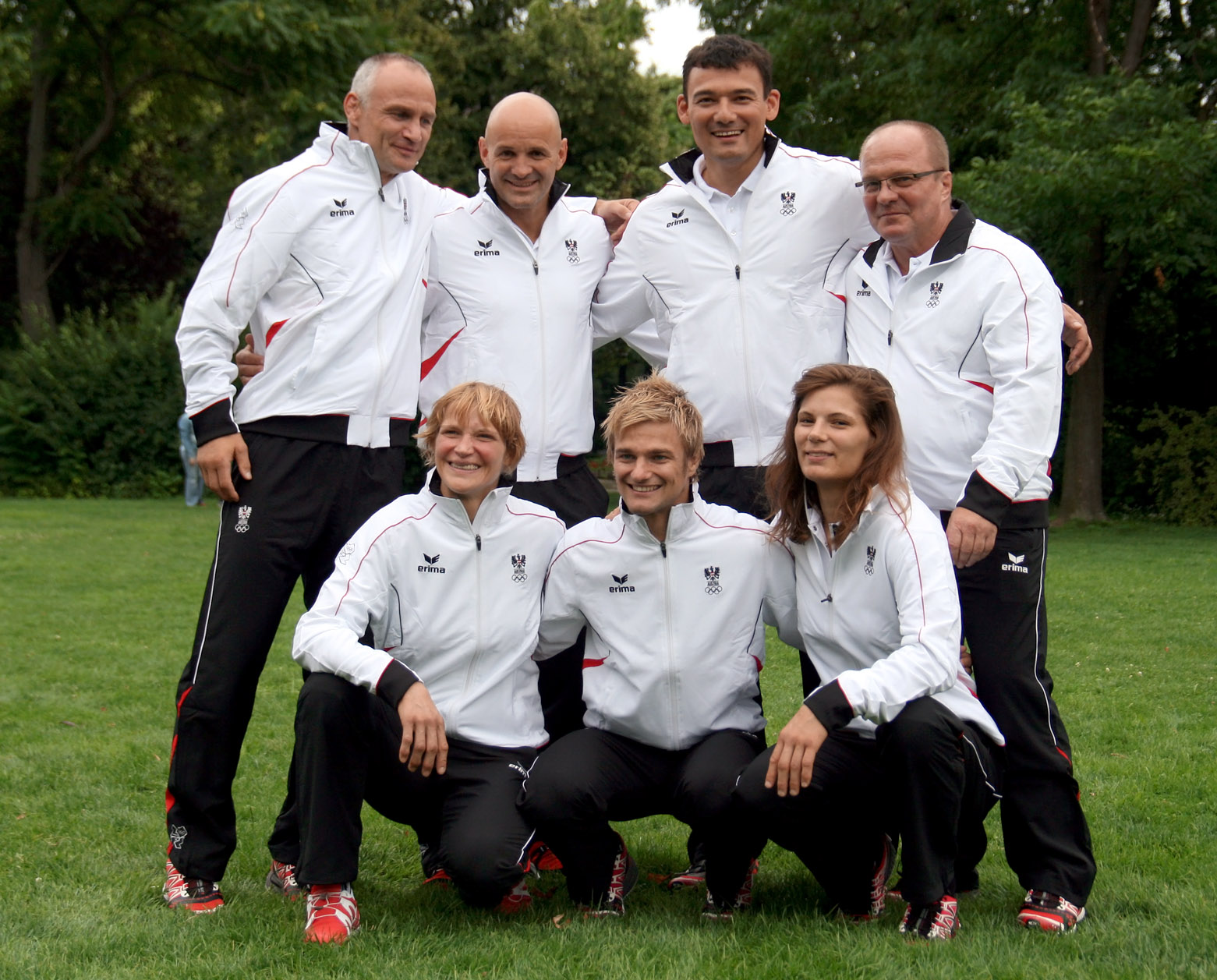
Paischer mit dem österreichischen Judo-Team für die Olympischen Sommerspiele 2012

- 2012: 1. Platz Rom
- 2011: 1. Platz São Paulo
- 2010: 3. Platz Wien
- 2009: 1. Platz Rio de Janeiro
- 2009: 2. Platz Abu Dhabi
- 2009: 3. Platz Paris
- 2009: 3. Platz Tunis
- 2008: 1. Platz Hamburg
- 2008: 2. Platz Wien
- 2007: 3. Platz Bukarest
- 2006: 1. Platz Wien
- 2004: 1. Platz Moskau
- 2004: 2. Platz Paris
- 2004: 1. Platz Hamburg
- 2003: 2. Platz Moskau
- 2003: 3. Platz Paris
- 2003: 1. Platz Hamburg
- 2002: 2. Platz Sofia
- 2002: 3. Platz Leonding
- 2002: 2. Platz Prag
- 2002: 3. Platz Minsk
- 2001: 1. Platz Leonding

### Internationale Turniere
- 2006: 1. Platz Jigoro Kano Cup
- 2004: 1. Platz Swedish Open
- 2004: 1. Platz Internationale Deutsche Meisterschaften
- 2004: 1. Platz British Open
- 2003: 2. Platz Internationale Deutsche Meisterschaften
- 2002: 3. Platz British Open
- 2002: 1. Platz Internationales Turnier Split, CRO
- 2001: 1. Platz Internationale Deutsche Meisterschaften
- 2001: 1. Platz Internationales Turnier Split, CRO
- 2000: 1. Platz Internationales U20-Turnier Kaliningrad, RUS
- 2000: 2. Platz Internationales U20-Turnier Innsbruck, AUT
- 2000: 3. Platz Internationales U20-Turnier Cetniewo, POL
- 2000: 3. Platz Internationales U20-Turnier Clermont-Ferrand, FRA
- 1998: 3. Platz World Youth Games U18 Moskau, RUS

### Österreichische Meister
- Staatsmeister: 2011, 2010, 2009, 2007, 2006, 2005, 2004, 2003, 2002, 2001
- U23: 2003, 2002, 2001, 2000
- U20: 2000, 1999, 1998

## Mannschaftsmeisterschaften
2006 gewann Paischer gemeins mit dem TSV Abensberg den Europapokal der Landesmeister.

## Auszeichnungen (Auszug)
- 2008: Silbernes Ehrenzeichen für Verdienste um die Republik Österreich[12]
- 2008: SN-Sportlerwahl – Leonidas in Silber (2.)[13]
- 2004: SN-Sportlerwahl – 6. Rang[14]
- 2005: SN-Sportlerwahl – 1. Rang[15]